# Greigiet
Het mineraal greigiet is een sulfide van ijzer met valenties 2+ en 3+. De chemische formule luidt Fe2+Fe3+S4.

## Eigenschappen
Greigiet is een blauw(zwart), bronskleurig of roze sterk natuurlijk magnetisch mineraal zonder splijting met een gemiddelde dichtheid van 4,049. De hardheid is 4 tot 4,5. Het mineraal is niet radioactief. Het kubische mineraal is isotroop. Met opvallend licht zijn vaal crèmewitte reflecties waar te nemen.

## Naam
Het mineraal greigiet is genoemd naar Joseph Wilson Greig (1895 - 1977), een mineraloog en fysisch chemicus die onderzoek deed aan de Pennsylvania State University, Pennsylvania, Verenigde Staten.

## Voorkomen
De typelocatie van het vrij zeldzame greigiet is de Kramers-Four Corners area, San Bernardino County, Californië, Verenigde Staten, waar het in 1964 voor het eerst beschreven werd. Het mineraal wordt verder onder andere gevonden in Engis in de Belgische provincie Luik en in de Matramijn nabij Matra op Corsica (Frankrijk).